# Madhavrao Peshwa

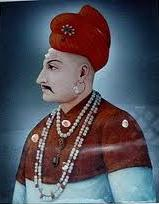
Madhavrao Peshwa

Madhavrao, född 1745, död 1772, var andre son till Nanasaheb Peshwa. Madhavrao blev peshwa efter faderns död 1761, och styrde sedan marathernas rike i Indien till sin död i tuberkulos vid 27 års ålder. Han efterträddes av brodern Narayanrao Peshwa.